# Medmassa kltina
Medmassa kltina is een spinnensoort uit de familie van de loopspinnen (Corinnidae).
De wetenschappelijke naam van de soort werd in 1995 als Agroeca kltina gepubliceerd door Alberto Barrion & James Allen Litsinger.